# Hedwig Funkenhauser
Hedwig Funkenhauser (Satu Mare, 26 agosto 1969) è un'ex schermitrice tedesca, vincitrice di una medaglia d'argento ai campionati mondiali di scherma.
È la sorella di Zita-Eva Funkenhauser.